# تیم ملی فوتبال زیر ۱۷ سال اتریش
تیم ملی فوتبال زیر ۱۷ سال اتریش (انگلیسی: Austria national under-17 football team) نماینده کشور اتریش در مسابقات فوتبال مرتبط با این رده سنی است و تحت نظر اتحادیه فوتبال اتریش اداره می‌گردد.

## آمارهای جام جهانی زیر ۱۷ سال
| Year                | Result      | Pld         | W           | D           | L           | GF          | GA          | GD          |             |
| ------------------- | ----------- | ----------- | ----------- | ----------- | ----------- | ----------- | ----------- | ----------- | ----------- |
| از سال ۱۹۸۵ تا ۱۹۹۵ | صعود نکرد   | صعود نکرد   | صعود نکرد   | صعود نکرد   | صعود نکرد   | صعود نکرد   | صعود نکرد   | صعود نکرد   | صعود نکرد   |
| ۱۹۹۷                | مرحله گروهی | ۳           | ۰           | ۰           | ۳           | ۱           | ۱۴          | −۱۳         |             |
| از ۱۹۹۹ تا ۲۰۱۱     | صعود نکرد   | صعود نکرد   | صعود نکرد   | صعود نکرد   | صعود نکرد   | صعود نکرد   | صعود نکرد   | صعود نکرد   | صعود نکرد   |
| ۲۰۱۳                | مرحله گروهی | ۳           | ۰           | ۱           | ۲           | ۴           | ۶           | −۲          |             |
| از سال ۲۰۱۵ تا ۲۰۲۳ | صعود نکرد   | صعود نکرد   | صعود نکرد   | صعود نکرد   | صعود نکرد   | صعود نکرد   | صعود نکرد   | صعود نکرد   | صعود نکرد   |
| سال ۲۰۲۵            | برگزار نشده | برگزار نشده | برگزار نشده | برگزار نشده | برگزار نشده | برگزار نشده | برگزار نشده | برگزار نشده | برگزار نشده |
| مجموع               | مرحله گروهی | ۶           | ۰           | ۱           | ۵           | ۵           | ۲۰          | −۱۵         |             |